# 대구 사월동 지석묘군
사월동지석묘군(沙月洞支石墓群)은 대구광역시 수성구 사월동 46에 있는 지석묘군이다. 1992년 9월 8일 대구광역시의 기념물 제9호로 지정되었다.

## 개요
지석묘는 청동기시대의 대표적인 무덤으로 고인돌이라고도 부르며, 주로 경제력이 있거나 정치권력을 가진 지배층의 무덤으로 알려져 있다.
우리나라의 고인돌은 4개의 받침돌을 세워 지상에 돌방을 만들고 그 위에 거대하고 평평한 덮개돌을 올려 놓은 탁자식과, 땅 속에 돌방을 만들고 작은 받침돌을 세운 뒤 그 위에 덮개돌을 올린 바둑판식으로 구분된다.
대구시 수성구 사월동에 있는 이 고인돌은 바둑판식으로 4기가 무리지어 있다. 덮개돌의 길이는 1.7∼2.37m, 너비는 1.1∼1.6m이며 받침돌 높이는 0.7m∼1.27m 정도이다.
무리지어 있는 고인돌을 마을에서는 ‘칠성바위’라 부르고 있는 것으로 보아, 과거에는 모두 7기의 고인돌이 있었던 것으로 보인다.

## 참고 문헌
- 사월동지석묘군 - 국가유산청 국가유산포털